# 東部安那托利亞山地草原
東部安納托利亞山地草原（Eastern Anatolian montane steppe）屬於一種溫帶草原、稀樹草原和疏灌叢的生態區域。它位於東部安那托利亞地區，覆蓋範圍包括土耳其東部、亞美尼亞、亞塞拜然、喬治亞南部、和伊朗西北部。

## 地理
這個生態區域位於亞美尼亞高原之上，亞美尼亞高原大部分的海拔在1500至2500公尺之間。但其上的兩座火山高峰-亞拉拉特山（5,137公尺）和敘普漢山（4,058公尺）則於高原上突出而聳立。生態區域涵蓋土耳其東部的部分地方、亞美尼亞東部和南部、屬於亞塞拜然的納希切萬自治共和國、喬治亞南部的贾瓦赫蒂地區、以及伊朗西北部。高原東北部是小高加索山脈，西北部是本廷山脈，南部是扎格羅斯山脈。在東部，高原往庫拉-阿拉斯低地下降，在這低地的山谷，海拔高度已下降至375公尺。
生態區域的北部位於阿拉斯河上游分水嶺處，包括亞美尼亞的塞凡湖。阿拉斯河注入庫拉河，最終流入裏海。土耳其東部凡湖和伊朗西北部爾米亞湖兩處的內流盆地也包括在內。
伊朗的大不里士、土耳其的埃爾祖魯姆、和亞美尼亞首都葉里溫等城市也位在生態區域裡面。

## 氣候
當地屬於大陸性氣候，夏季溫暖，冬季寒冷。年降水量在400毫米到600毫米之間，全年降水算是均勻。在高山的背雨區，降水量較低（每年200-300毫米）。當地特別是在裸露的山脊和山峰上因有頻繁發生的強風和冷風，樹木生長因此受限。

## 植物群
當地植物群落包括有沙漠草原、半沙漠草原、山地草原、林地、高山植物、和濕地。
沙漠草原位於最乾燥的地區，其上低矮的旱生植物覆蓋住25-30%的地面。半沙漠草原上長著低矮的一年生草本植物和草類，包括香蒿、刺山柑、木地膚、和鱗莖早熟禾。
山地草原上生長有草本植物、灌木、和草類，這些植物比沙漠和半沙漠草原上的長得更高，種類也更多。海拔1,500至2,200公尺之間，主要植物群落為草墊狀植物。而在海拔2,200到2,700公尺之間，傘形科植物則常見。
開闊的草原林地上主要生長的是杜松和扁桃。樹木形成稀疏的樹冠，樹冠下有黃連、小蘗、和薔薇的灌木層，以及黃芪和蒿屬草本植物的聚落。橡樹林地分散在海拔800到2000公尺之間，那裡的水分和土壤對於此類植物的生長較為有利。
濕地存在於生態區域的湖泊和溪流周圍。濕地植被主要是蘆葦和燈心草屬植物，包括蘆葦 (Phragmites australis)等。
高山植物群落在包括亞拉拉特山和敘普漢山等高峰存在。其中的特色植物有草本植物和地中冬芽植物，有山薺、青藍等。

## 動物群
大型哺乳動物有棕熊 (Ursus arctos)、灰狼 (Canis lupus)、條紋鬣狗 (Hyena hyena) 和野山羊 (Capra aegagrus)。 

## 保護區
在2017年所做的評估，顯示當地有8,202平方公里（佔當總面積積的5%） 屬於保護區。保護區包括伊朗Charoimagh保護區、Sahand保護區、Marakan保護區和Kiamaky野生動物保護區，亞美尼亞的塞凡國家公園、阿爾皮湖國家公園和赫斯洛夫國家森林保護區，土耳其的亞拉拉特山國家公園和敘普漢山國家公園，還有在亞塞拜然的Arpahay國家自然保護區。

## 外部連結
- . 陸地生態區. 世界野生動物基金會.